# Liolaemus scolaroi
Liolaemus scolaroi — вид ігуаноподібних ящірок родини Liolaemidae. Ендемік Чилі.

## Поширення і екологія
Liolaemus scolaroi відомі з типової місцевості, розташованої в Національному заповіднику Лаго-Джейнімені в регіоні Айсен. Вони живуть в перехідній зоні між патагонським степом і нотофагусовими лісами, під камінням і опалими деревами. Зустрічаються на висоті від 850 до 920 м над рівнем моря. Є всеїдними і живородними.